# Nörd-Nätingtjärnen
Nörd-Nätingtjärnen är en sjö i Umeå kommun i Västerbotten och ingår i Umeälven-Hörnåns kustområde.